# ناحیه مازونه
ناحیه مازونه (به عربی: دائرة مازونة) یک ناحیه در الجزایر است که در استان غلیزان واقع شده‌است.